# Morti nel 2022/Ottobre
| Questa pagina contiene informazioni ricavate automaticamente dalle voci biografiche con l'ausilio del template Bio e di un bot. L'aggiornamento è periodico e automatico e ricostruisce completamente la pagina. Se manca una persona in questa lista, sei pregato di non aggiungerla, ma accertati piuttosto che la sua voce biografica contenga il template Bio e che i dati anagrafici siano correttamente compilati. Se il template Bio manca, inseriscilo tu stesso o, in alternativa, metti l'avviso {{tmp\|Bio}} che ne segnala la mancanza. Se i dati riportati sono sbagliati, correggi direttamente la voce biografica; le modifiche saranno visibili in questa lista entro pochi giorni. Per chiarimenti vedi il progetto biografie. La lista contiene solo le 179 persone che sono citate nell'enciclopedia e per le quali è stato implementato correttamente il template Bio. Pagina aggiornata al 10 ago 2025. |

- 1º ottobre - Adriano Fida, pittore italiano (n. 1978)
- 1º ottobre - Michael Green, pittore e scultore britannico (n. 1929)
- 1º ottobre - Antonio Inoki, wrestler e politico giapponese (n. 1943)
- 1º ottobre - David O'Connor, egittologo e archeologo australiano (n. 1938)
- 1º ottobre - Rosetta Loy, scrittrice italiana (n. 1931)
- 1º ottobre - Osamu Watanabe, lottatore giapponese (n. 1940)
- 2 ottobre - Manin Carabba, magistrato e docente italiano (n. 1937)
- 2 ottobre - Sacheen Littlefeather, attrice e attivista statunitense (n. 1946)
- 2 ottobre - Pietro Fabris, politico italiano (n. 1934)
- 2 ottobre - Wolfgang Haken, matematico tedesco (n. 1928)
- 2 ottobre - Chris Harris, cestista britannico (n. 1933)
- 2 ottobre - Éder Jofre, pugile brasiliano (n. 1936)
- 2 ottobre - Douglas Kirkland, fotografo canadese (n. 1934)
- 2 ottobre - André Sinédo, calciatore francese (n. 1978)
- 3 ottobre - Per Bredesen, calciatore norvegese (n. 1930)
- 3 ottobre - Ron Franz, cestista statunitense (n. 1945)
- 3 ottobre - Charles Fuller, drammaturgo e sceneggiatore statunitense (n. 1939)
- 3 ottobre - Rebecca Godfrey, scrittrice canadese (n. 1967)
- 3 ottobre - Mario Grasso, poeta, scrittore e saggista italiano (n. 1932)
- 3 ottobre - Tiffany Jackson, cestista e allenatrice di pallacanestro statunitense (n. 1985)
- 3 ottobre - Kim Jung-gi, illustratore e fumettista sudcoreano (n. 1975)
- 3 ottobre - Florin Zalomir, schermidore rumeno (n. 1981)
- 3 ottobre - Jesús del Muro, calciatore e allenatore di calcio messicano (n. 1937)
- 4 ottobre - Ricardo A. Broglia, fisico argentino (n. 1939)
- 4 ottobre - Heinz-Dietrich Doebner, fisico tedesco (n. 1931)
- 4 ottobre - Günter Lamprecht, attore tedesco (n. 1930)
- 4 ottobre - Loretta Lynn, cantautrice statunitense (n. 1932)
- 4 ottobre - Giovanni Medeot, calciatore italiano (n. 1937)
- 4 ottobre - Peter Robinson, scrittore britannico (n. 1950)
- 4 ottobre - João Evangelista Santiago Dino, calciatore brasiliano (n. 1952)
- 4 ottobre - Jürgen Sundermann, calciatore e allenatore di calcio tedesco (n. 1940)
- 4 ottobre - Shigeki Tanaka, maratoneta giapponese (n. 1931)
- 4 ottobre - Francesca Zucchelli, costumista e scenografa italiana (n. 1938)
- 5 ottobre - Wolfgang Kohlhaase, regista e sceneggiatore tedesco (n. 1931)
- 5 ottobre - Hans Lagerwall, schermidore svedese (n. 1941)
- 5 ottobre - Sara Lee, wrestler e personaggio televisivo statunitense (n. 1992)
- 5 ottobre - Ann-Christine Nyström, cantante finlandese (n. 1944)
- 6 ottobre - Vanna Cercenà, scrittrice italiana (n. 1935)
- 6 ottobre - Noé Jitrik, critico letterario e scrittore argentino (n. 1928)
- 6 ottobre - Jody Miller, cantante statunitense (n. 1941)
- 6 ottobre - Leidys Oquendo, cestista cubana (n. 1982)
- 6 ottobre - Phil Read, pilota motociclistico britannico (n. 1939)
- 6 ottobre - Judy Tenuta, attrice, comica e musicista statunitense (n. 1949)
- 7 ottobre - Ronnie Cuber, sassofonista statunitense (n. 1941)
- 7 ottobre - Toshi Ichiyanagi, compositore e pianista giapponese (n. 1933)
- 7 ottobre - Bill Nieder, pesista statunitense (n. 1933)
- 7 ottobre - Abdelkader Ouaraghli, calciatore marocchino (n. 1943)
- 7 ottobre - Al Ries, pubblicitario statunitense (n. 1926)
- 7 ottobre - Sergio Tagliapietra, canottiere italiano (n. 1935)
- 8 ottobre - John Duncan, calciatore e allenatore di calcio britannico (n. 1949)
- 8 ottobre - Julian Hammond, cestista statunitense (n. 1943)
- 8 ottobre - Gerben Karstens, ciclista su strada e pistard olandese (n. 1942)
- 8 ottobre - David H. Stern, biblista statunitense (n. 1935)
- 8 ottobre - Peter Tobin, serial killer britannico (n. 1946)
- 9 ottobre - Jurij Degterëv, calciatore sovietico (n. 1948)
- 9 ottobre - Bruno Latour, sociologo e antropologo francese (n. 1947)
- 9 ottobre - Cees Lute, ciclista su strada olandese (n. 1941)
- 9 ottobre - William March, sollevatore statunitense (n. 1937)
- 9 ottobre - Eileen Ryan, attrice statunitense (n. 1927)
- 9 ottobre - Kevin Thomas, calciatore inglese (n. 1944)
- 10 ottobre - Roberto Bisacco, attore italiano (n. 1939)
- 10 ottobre - Sergio Brighenti, calciatore e allenatore di calcio italiano (n. 1932)
- 10 ottobre - Michael Callan, attore statunitense (n. 1935)
- 10 ottobre - Keith Eddy, calciatore e allenatore di calcio inglese (n. 1944)
- 10 ottobre - Ferdinando Facchiano, politico italiano (n. 1927)
- 10 ottobre - Viktor Logunov, pistard sovietico (n. 1944)
- 10 ottobre - Joe Roberts, cestista e allenatore di pallacanestro statunitense (n. 1936)
- 11 ottobre - Enrico Cannata, calciatore italiano (n. 1953)
- 11 ottobre - Angela Lansbury, attrice britannica (n. 1925)
- 11 ottobre - Victor Steeman, pilota motociclistico olandese (n. 2000)
- 12 ottobre - Lucious Jackson, cestista statunitense (n. 1941)
- 12 ottobre - Konstantin Landa, scacchista russo (n. 1972)
- 12 ottobre - François Menant, storico francese (n. 1948)
- 12 ottobre - Ralph Pearson, chimico statunitense (n. 1919)
- 12 ottobre - Karen Poniachik, politica e giornalista cilena (n. 1965)
- 12 ottobre - Allan Wood, nuotatore australiano (n. 1943)
- 13 ottobre - Giovanni Di Pillo, giornalista e telecronista sportivo italiano (n. 1955)
- 13 ottobre - James McDivitt, astronauta statunitense (n. 1929)
- 13 ottobre - Susanna Mildonian, arpista belga (n. 1940)
- 13 ottobre - Christina Moser, cantautrice svizzera (n. 1952)
- 13 ottobre - Halvor Næs, saltatore con gli sci norvegese (n. 1928)
- 13 ottobre - Dagmar Rom, sciatrice alpina austriaca (n. 1928)
- 13 ottobre - Stavros Sarafis, calciatore greco (n. 1950)
- 13 ottobre - Rollie Seltz, cestista e giocatore di baseball statunitense (n. 1924)
- 13 ottobre - Joyce Sims, cantautrice statunitense (n. 1959)
- 13 ottobre - Lennart Söderberg, allenatore di calcio e calciatore svedese (n. 1941)
- 14 ottobre - Abu al Hasan al Hashimi al Qurashi, terrorista iracheno (n. 1980)
- 14 ottobre - Alfredo Chiappori, disegnatore e scrittore italiano (n. 1943)
- 14 ottobre - Stano Kropilák, cestista cecoslovacco (n. 1955)
- 14 ottobre - Robbie Coltrane, attore e comico britannico (n. 1950)
- 14 ottobre - Mariana Nicolesco, soprano rumeno (n. 1948)
- 14 ottobre - Alexandros Nikolaidīs, taekwondoka greco (n. 1979)
- 14 ottobre - César Nombela Cano, microbiologo spagnolo (n. 1946)
- 14 ottobre - Kay Parker, attrice pornografica britannica (n. 1944)
- 14 ottobre - Claudio Rapezzi, cardiologo italiano (n. 1951)
- 14 ottobre - Roberto Vencato, velista italiano (n. 1952)
- 14 ottobre - Ralf Wolter, attore tedesco (n. 1926)
- 15 ottobre - Tullia Giardina, docente italiana (n. 1962)
- 15 ottobre - Wilbur Holland, cestista statunitense (n. 1951)
- 15 ottobre - Vaishali Takkar, attrice indiana (n. 1992)
- 16 ottobre - Nando Barchiesi, calciatore italiano (n. 1934)
- 16 ottobre - Lodewijk van den Berg, ingegnere e astronauta olandese (n. 1932)
- 16 ottobre - Benjamin Civiletti, avvocato, politico e magistrato statunitense (n. 1935)
- 16 ottobre - Katherine Duncan-Jones, critica letteraria britannica (n. 1941)
- 17 ottobre - Antonio Del Prete, politico italiano (n. 1934)
- 18 ottobre - Ole Ellefsæter, fondista e cantante norvegese (n. 1939)
- 18 ottobre - Franco Gatti, cantante, musicista e compositore italiano (n. 1942)
- 18 ottobre - Robert Gordon, cantante, musicista e attore statunitense (n. 1947)
- 18 ottobre - Tom Maddox, autore di fantascienza statunitense (n. 1945)
- 18 ottobre - John Paul Meier, biblista e presbitero statunitense (n. 1942)
- 18 ottobre - Gheorghe Novac, cestista, allenatore di pallacanestro e dirigente sportivo rumeno (n. 1945)
- 18 ottobre - Plinio Rolle, calciatore italiano (n. 1924)
- 18 ottobre - Piero Tomasoni, pugile italiano (n. 1936)
- 19 ottobre - Omar Borrás, allenatore di calcio uruguaiano (n. 1929)
- 19 ottobre - Francisco Capel, cestista spagnolo (n. 1933)
- 19 ottobre - Wayne Doyle, sceneggiatore e produttore televisivo australiano (n. 1962)
- 19 ottobre - Kassian Lauterer, abate austriaco (n. 1934)
- 19 ottobre - Dina Merhav, scultrice israeliana (n. 1936)
- 19 ottobre - Kōji Nakamoto, comico, attore e cantante giapponese (n. 1941)
- 19 ottobre - Joanna Simon, mezzosoprano e giornalista statunitense (n. 1936)
- 19 ottobre - Charley Trippi, giocatore di football americano statunitense (n. 1921)
- 19 ottobre - Philip Waruinge, pugile keniota (n. 1945)
- 20 ottobre - Luciano Agostiniani, linguista italiano (n. 1939)
- 20 ottobre - Ron Masak, attore e doppiatore statunitense (n. 1936)
- 20 ottobre - Jimmy Millar, calciatore scozzese (n. 1934)
- 20 ottobre - Lucy Simon, cantautrice e compositrice statunitense (n. 1940)
- 20 ottobre - Domenico Tempio, giornalista, editorialista e arbitro di calcio italiano (n. 1936)
- 20 ottobre - Tsin Ting, cantante, attrice e doppiatrice taiwanese (n. 1934)
- 20 ottobre - Maria Luisa Valenti Ronco, giornalista e scrittrice italiana (n. 1926)
- 21 ottobre - May Blood, politica britannica (n. 1938)
- 21 ottobre - Masato Kudō, calciatore giapponese (n. 1990)
- 21 ottobre - Jacqueline LaVine, nuotatrice statunitense (n. 1929)
- 21 ottobre - Luv Resval, rapper e cantante francese (n. 1997)
- 21 ottobre - Rainer Schaller, imprenditore tedesco (n. 1969)
- 21 ottobre - Silvana Suárez, modella argentina (n. 1958)
- 22 ottobre - Umberto Bellocco, mafioso italiano (n. 1937)
- 22 ottobre - Leszek Engelking, poeta, scrittore e traduttore polacco (n. 1955)
- 22 ottobre - Dietrich Mateschitz, imprenditore austriaco (n. 1944)
- 23 ottobre - Michael Kopsa, attore e doppiatore canadese (n. 1956)
- 23 ottobre - Libor Pešek, direttore d'orchestra ceco (n. 1933)
- 23 ottobre - Girolamo de Liguori, filosofo e storico della scienza italiano (n. 1933)
- 24 ottobre - Ashton Carter, politico statunitense (n. 1954)
- 24 ottobre - Leslie Jordan, attore, drammaturgo e cantante statunitense (n. 1955)
- 24 ottobre - Franco Rosa, calciatore e allenatore di calcio italiano (n. 1932)
- 24 ottobre - Tomasz Wójtowicz, pallavolista polacco (n. 1953)
- 24 ottobre - Anatoli Zourpenko, cestista russo (n. 1975)
- 25 ottobre - Jules Bass, regista, produttore cinematografico e compositore statunitense (n. 1935)
- 25 ottobre - Barbara Cooper, politica statunitense (n. 1929)
- 25 ottobre - Ivana Mononi, storica dell'arte e critica d'arte italiana (n. 1929)
- 25 ottobre - Brian Robinson, ciclista su strada e pistard britannico (n. 1930)
- 25 ottobre - Sforza Ruspoli, politico, dirigente d'azienda e banchiere italiano (n. 1927)
- 25 ottobre - Pierre Soulages, pittore e incisore francese (n. 1919)
- 25 ottobre - Franco Stradella, politico italiano (n. 1941)
- 26 ottobre - Mashallah Abdullayev, militare, insegnante e politico azero (n. 1950)
- 26 ottobre - Franco Fayenz, critico musicale, musicologo e giornalista italiano (n. 1930)
- 26 ottobre - Lia Origoni, attrice e cantante italiana (n. 1919)
- 26 ottobre - Julie Powell, scrittrice e blogger statunitense (n. 1973)
- 26 ottobre - James Roose-Evans, regista teatrale, direttore artistico e attore britannico (n. 1927)
- 27 ottobre - Jon Palmar Austnes, calciatore norvegese (n. 1945)
- 27 ottobre - Alfredo Gavazzi, imprenditore, dirigente sportivo e politico italiano (n. 1950)
- 27 ottobre - Donato Manfroi, politico italiano (n. 1940)
- 27 ottobre - Baha Taher, scrittore e traduttore egiziano (n. 1935)
- 28 ottobre - Ove Andersen, calciatore danese (n. 1937)
- 28 ottobre - Domenico Contestabile, politico italiano (n. 1937)
- 28 ottobre - Herman Daly, economista statunitense (n. 1938)
- 28 ottobre - Jerry Lee Lewis, cantante e pianista statunitense (n. 1935)
- 28 ottobre - D.H. Peligro, batterista statunitense (n. 1959)
- 28 ottobre - Hanneli Goslar, superstite dell'Olocausto tedesca (n. 1928)
- 28 ottobre - Heinz Winkler, cuoco e imprenditore italiano (n. 1949)
- 29 ottobre - Antonio Berti, politico italiano (n. 1922)
- 29 ottobre - James Giffen, dirigente d'azienda statunitense (n. 1941)
- 30 ottobre - Renato Baldi, architetto, urbanista e restauratore italiano (n. 1918)
- 30 ottobre - Anthony Ortega, clarinettista, sassofonista e flautista statunitense (n. 1928)
- 30 ottobre - Klaus Urmitzer, cestista tedesco (n. 1944)
- 31 ottobre - Hans Ulrich Baumberger, dirigente d'azienda e politico svizzero (n. 1932)
- 31 ottobre - Jeremy Mansfield, conduttore radiofonico, conduttore televisivo e doppiatore sudafricano (n. 1963)
- 31 ottobre - Marvin March, scenografo statunitense (n. 1930)
- 31 ottobre - Andrew Prine, attore statunitense (n. 1936)
- 31 ottobre - Keith Taylor, politico e imprenditore britannico (n. 1953)